# Karl Philipp Mauve
Karl Philipp Mauve (auch Carl Philipp Mauve; * 19. Mai 1754 in Tecklenburg; † 8. März 1821 in Ibbenbüren) war ein preußischer Landrat des Kreises Tecklenburg von 1816 bis 1821.

## Leben
Er war Sohn des Königlich-Preußischen Kriegs-, Steuer- und Domänenrates Carl Heinrich Mauve und dessen Ehefrau Christine Regine. Nach Besuch der Lateinschule in Lingen und anschließendem Jurastudium in Duisburg ging Karl Philipp Mauve nach Minden, wo er an der Kriegs- und Domänenkammer seinen Vorbereitungsdienst ableistete. 

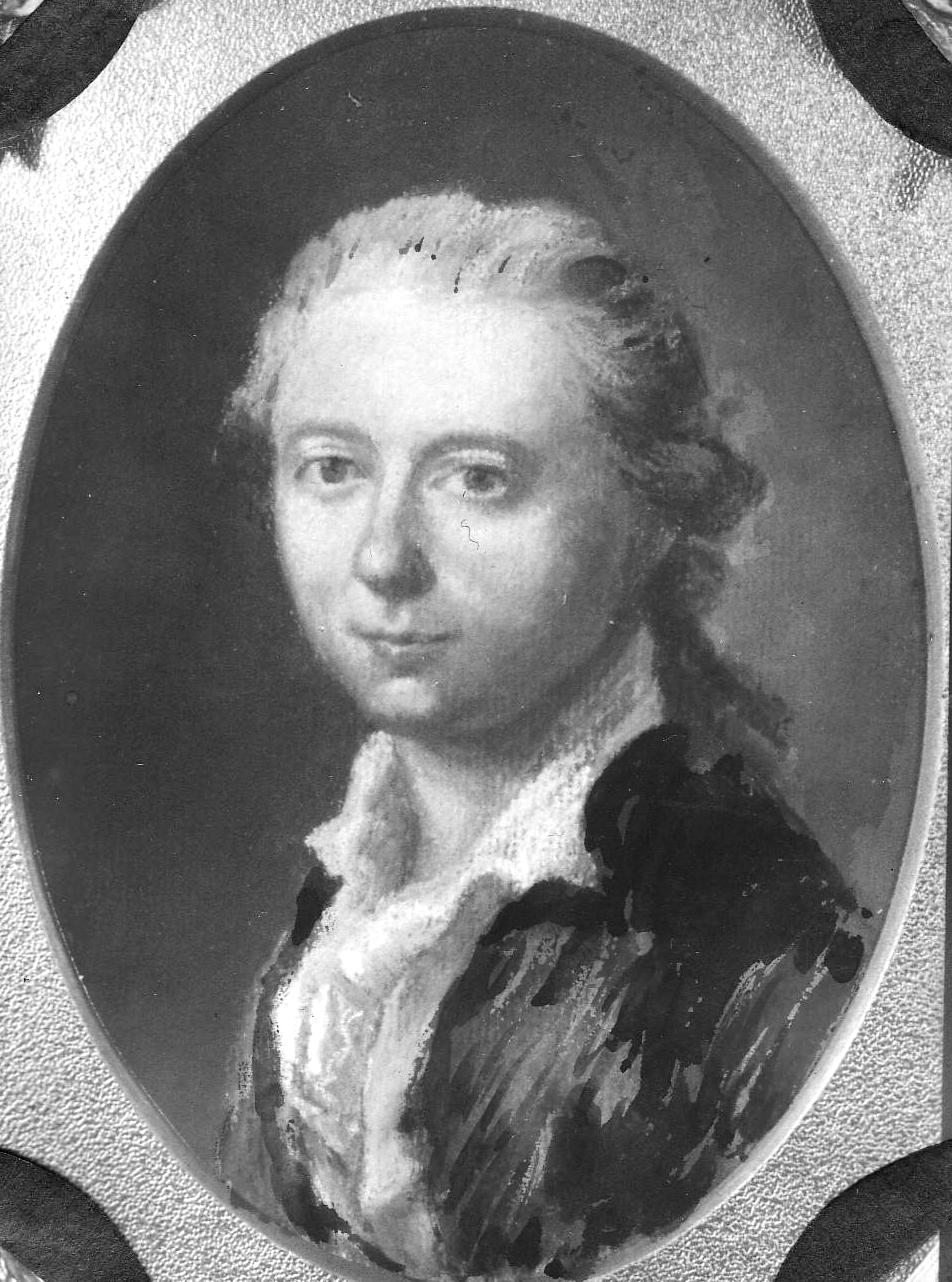
Karl Philipp Mauve in jungen Jahren

Im Jahre 1773 trat Karl Philipp Mauve in den Staatsdienst ein und wurde am 10. April 1787 zum Kriegs- und Domänenrat und Deputatus und Kommissar der Kammer Minden für Lingen ernannt. Er war Zolldirektor der Grafschaft Lingen. Am 1. Juni 1806 wurde Mauve mit der Verwaltung des Bevergernschen Kreises beauftragt. Vorbehaltlich der Zustimmung durch den preußischen König wurde er am 9. August 1816 zum Landrat des Kreises Tecklenburg ernannt. Die definitive Ernennung zum Landrat erfolgte am 16. Januar 1817.
Seine Schwester Flora Ernestine Juliane (1751–1833) war mit dem Oberlandforstmeister Johann Georg Wilhelm von Baerensprung verheiratet.